# IV (альбом Godsmack)
| Оценки критиков | Оценки критиков |
| Источник        | Оценка          |
| --------------- | --------------- |
| AllMusic        | [ 1 ]           |
| Rolling Stone   | [ 2 ]           |
| Ultimate Guitar | (9/10)          |
| 411mania        | 8/10            |

IV (4) — четвёртый студийный альбом американской метал-группы Godsmack. Единственный альбом группы, который продюсировал Энди Джонс.

## Коммерческий успех
На первой неделе релиза альбома IV было продано 211 000 копий в США, дебютировав на первом месте в чарте Billboard 200. Это число немного меньше, чем 267 000 единиц, проданных третьим студийным альбомом Godsmack, Faceless, ещё в апреле 2003 года, и 256 000 единиц за первую неделю, достигнутых Awake 2000 года. IV также дебютировал под номером четыре в Top Canadian Albums и номером один в Top Internet Albums.
26 июня 2006 года альбом IV получил «золотой» статус по версии Американской ассоциации звукозаписывающих компаний.

## Список композиций
| №                   | Название                 | Длительность |
| ------------------- | ------------------------ | ------------ |
| 1.                  | «Livin' in Sin»          | 4:39         |
| 2.                  | «Speak»                  | 3:57         |
| 3.                  | «The Enemy»              | 4:07         |
| 4.                  | «Shine Down»             | 5:01         |
| 5.                  | «Hollow»                 | 4:32         |
| 6.                  | «No Rest for the Wicked» | 4:37         |
| 7.                  | «Bleeding Me»            | 3:37         |
| 8.                  | «Voodoo Too»             | 5:26         |
| 9.                  | «Temptation»             | 4:06         |
| 10.                 | «Mama»                   | 5:14         |
| 11.                 | «One Rainy Day»          | 16:39        |
| Общая длительность: | Общая длительность:      | 61:55        |

| №                   | Название               | Длительность |
| ------------------- | ---------------------- | ------------ |
| 12.                 | «I Stand Alone» (Live) | 3:47         |
| Общая длительность: | Общая длительность:    | 65:42        |

| №                   | Название            | Длительность |
| ------------------- | ------------------- | ------------ |
| 12.                 | «Safe and Sound»    | 4:20         |
| Общая длительность: | Общая длительность: | 70:02        |

| №                   | Название            | Длительность |
| ------------------- | ------------------- | ------------ |
| 12.                 | «I Thought»         | 4:14         |
| Общая длительность: | Общая длительность: | 74:16        |

| №                   | Название            | Длительность |
| ------------------- | ------------------- | ------------ |
| 12.                 | «Safe and Sound»    | 4:20         |
| 13.                 | «I Thought»         | 4:14         |
| 14.                 | «Bring It On»       | 3:19         |
| Общая длительность: | Общая длительность: | 64:22        |

## Чарты и сертификации

### Чарты
Альбом
| Чарт (2006)              | Номер позиции |
| ------------------------ | ------------- |
| Austrian Albums Chart    | 65            |
| Canadian Albums Chart    | 4             |
| German Albums Chart      | 56            |
| Swiss Albums Chart       | 100           |
| The Billboard 200        | 1             |
| Digital Albums Chart     | 1             |
| Rock Albums Chart        | 1             |
| Tastemakers Albums Chart | 2             |

Синглы
| Год  | Песня        | Чарт                       | Номер позиции |
| ---- | ------------ | -------------------------- | ------------- |
| 2006 | «Speak»      | Hot Mainstream Rock Tracks | 1             |
| 2006 | «Speak»      | Alternative Songs          | 10            |
| 2006 | «Speak»      | Pop 100                    | 93            |
| 2006 | «Speak»      | The Billboard Hot 100      | 85            |
| 2006 | «Shine Down» | Hot Mainstream Rock Tracks | 4             |
| 2006 | «Shine Down» | Alternative Songs          | 31            |
| 2007 | «The Enemy»  | Hot Mainstream Rock Tracks | 4             |

### Сертификации
| Регион                                                      | Сертификация | Продажи  |
| ----------------------------------------------------------- | ------------ | -------- |
| США (RIAA)                                                  | Золотой      | 500 000^ |
| ^ Данные о тиражах приведены только на основе сертификации. |              |          |

## Участники записи
Godsmack
- Салли Эрна — ритм-гитара, ведущий вокал, губная гармошка, продюсер, ток-бокс на «No Rest for the Wicked»
- Тони Ромбола — гитара, бэк-вокал
- Робби Меррилл — бас-гитара
- Шеннон Ларкин — барабаны, перкуссия

дополнительный персонал
- PR Brown — Дизайн, оформление
- Кент Херц — инженер, цифровое редактирование
- Энди Джонс — продюсер, инженер, сведение
- Клэй Патрик МакБрайд — Фотография
- Дейв Шульц — Мастеринг
- Кевин Шихи — Личный помощник
- Дуг Струб — инженер